# Belagerung von Soissons
Frühjahrsfeldzug 1813
Lüneburg – Möckern – Halle – Großgörschen – Gersdorf – Bautzen – Reichenbach – Nettelnburg – Haynau – Halberstadt – Luckau
Herbstfeldzug 1813

Großbeeren – Katzbach – Dresden – Hagelberg – Kulm – Dennewitz – Göhrde – Altenburg – Wittenberg – Wartenburg – Liebertwolkwitz – Leipzig – Torgau – Hanau – Hochheim – Danzig
Winterfeldzug 1814

Épinal – Colombey – Brienne – La Rothière – Champaubert – Montmirail – Château-Thierry – Vauchamps – Mormant – Montereau – Bar-sur-Aube – Soissons – Craonne – Laon – Reims – Arcis-sur-Aube – Fère-Champenoise – Saint-Dizier – Claye –  Paris
Sommerfeldzug von 1815

Quatre-Bras – Ligny – Waterloo – Wavre – Paris

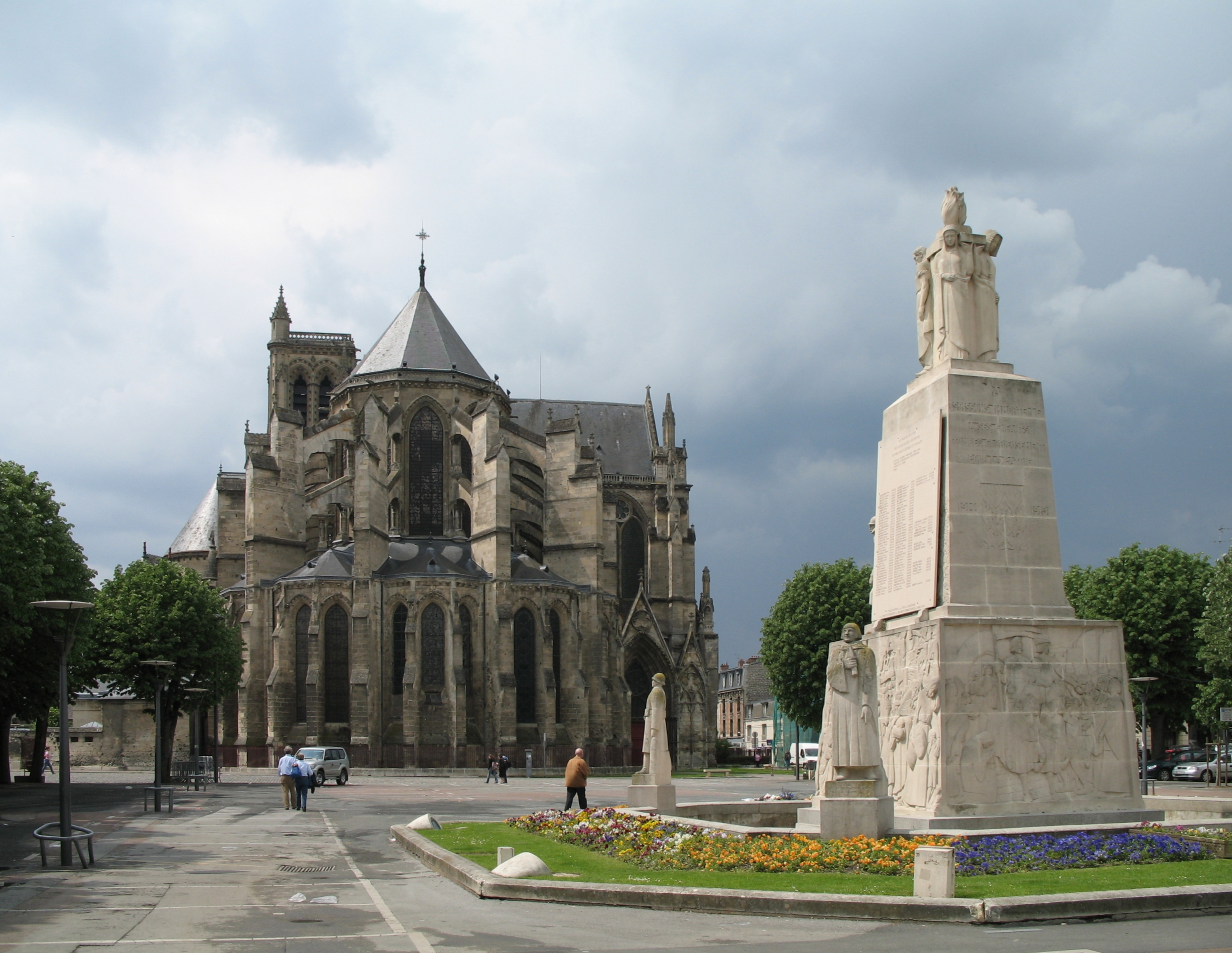
Der Chor der Kathedrale von Soissons und das Monument aux Morts zum Gedenken der Kriegstoten

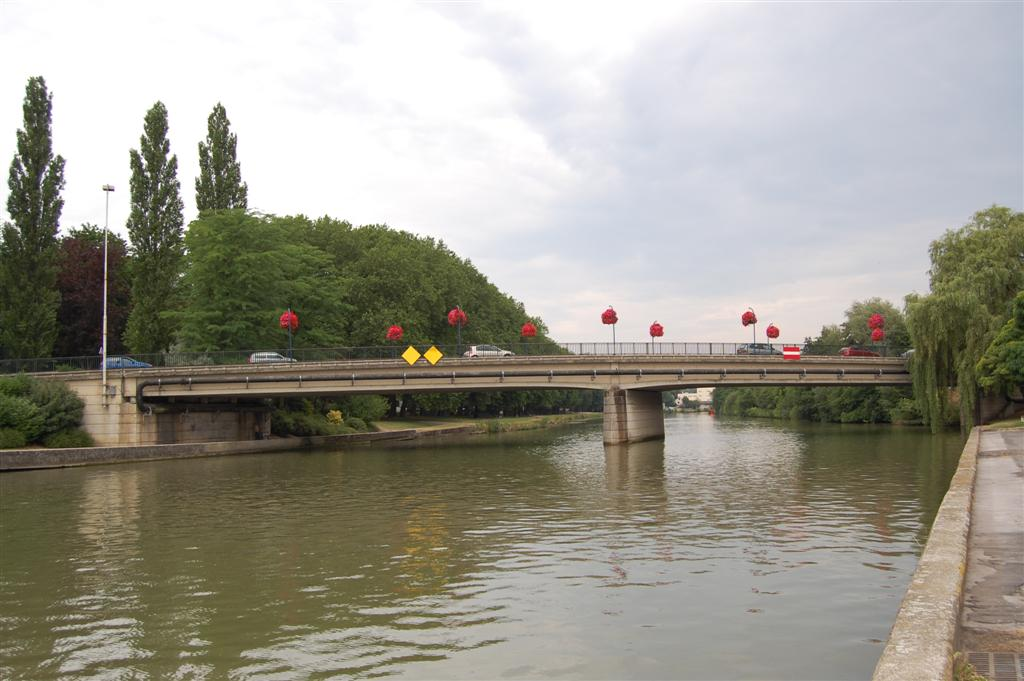
Die Brücke über die Aisne in Soissons

Die Belagerung von Soissons fand am 2. und 3. März 1814 während des „Winterfeldzugs 1814“ der Befreiungskriege in Frankreich statt. In dieser Auseinandersetzung belagerten das preußische Korps Bülow und das russische Korps Wintzingerode der „Schlesischen Armee“ die französische Stadt Soissons an der Aisne in der Picardie. Die Belagerung endete mit der überraschenden Kapitulation der Verteidiger der Stadt, die für sich freien Abzug aushandelten.
Die Kapitulation von Soissons ist ein wichtiger Wendepunkt in den Befreiungskriegen, da sie der Schlesischen Armee unter Blücher ermöglichte, bei Soissons unbehelligt die Aisne zu überschreiten und sich damit der nachrückenden Napoleonischen Armee zu entziehen.
Besonders die französische Literatur hebt diesen Sachverhalt hervor, beginnend mit den Memoiren des französischen Marschalls Marmont (1832), der bekannte, dass er von dem Tage an, an dem Soissons fiel, Napoleon für verloren hielt. Marmont schrieb dazu:

„Die Kapitulation von Soissons ist der wirklich entscheidende Moment des Feldzuges. Das Glück verließ Napoleon an diesem Tage.“

Die Literatur anderer Länder widerspricht mit guten Argumenten einer solchen Einschätzung der Kapitulation von Soissons. Aus deren Sicht wird die Übergabe Soissons an die Belagerer dazu benutzt, Napoleon von jeglicher Schuld an seiner endgültigen Niederlage zu exkulpieren, indem als Grund hierfür das Versagen Dritter, etwa der Verteidiger von Soissons, vorgeschoben wird.

## Vorgeschichte
Am 23. Februar 1814 erhielt Blücher von Zar Alexander I. und dem preußischen König Friedrich Wilhelm III. den Auftrag, die von ihm geführte „Schlesische Armee“ mit dem russischen Korps unter Wintzingerode und dem preußischen Korps unter Bülow zusammenzuführen und anschließend gemeinsam auf die französische Hauptstadt Paris vorzurücken. Der Oberbefehl über diese Streitkräfte war Blücher übertragen worden. Für Blücher bestand allerdings eine Erschwernis dieses Auftrags darin, dass er keine genaue Kunde darüber hatte, wo sich diese Korps befanden. Beide hatten im Jahr 1813 zur „Nordarmee“ der Koalition gehört. Das Korps Bülow hatte sich im November 1813 von dieser getrennt, war dann in Holland einmarschiert und hatte dort – zusammen mit einem britischen Korps – die französischen Feldtruppen vertrieben und Anfang Februar von Norden kommend Frankreich erreicht. Das Korps Wintzingerode hatte sich im Dezember 1813 von der „Nordarmee“ getrennt und war über das Rheinland und Belgien nach Frankreich gezogen.

### Donnerstag, der 24. Februar 1814
Um seinen Auftrag zu erfüllen, beschloss Blücher, zunächst nach Norden den beiden gesuchten Korps entgegenzuziehen. Noch in der Nacht vom 23. auf den 24. Februar 1814, ab 2:00 Uhr morgens marschierte die „Schlesische Armee“ von Méry-sur-Seine und seiner Umgebung ab und überschritt überwiegend noch in der Nacht bei dem Dorf Baudement unweit Anglure auf drei am Vortage errichteten Pontonbrücken die Aube. Der Train der Armee überschritt die Aube in Arcis-sur-Aube. Danach zerstörten die Begleitmannschaften die dortige Brücke.

### Freitag, der 25. Februar 1814

Die Region zwischen Seine und Marne

Blücher hatte Kenntnis davon, dass sich etwas weiter nördlich bei Sézanne noch immer das französische Korps des Marschalls Marmont befand. Dieses stand dort zur Deckung der Straße von Chalons-en-Champagne nach Paris, der sogenannten „Kleinen Pariser Straße“, seit der Schlacht von Champaubert am 10. Februar 1814. Für den 25. Februar 1814 befahl Blücher daher den Angriff auf dieses französische Korps bei Sézanne. Marmont, der von dem Abmarsch der „Schlesischen Armee“ aus Mery-sur-Seine erfahren hatte, entzog sich der heranrückenden mehrfachen Übermacht durch einen Eilmarsch nach La Ferté-Gaucher. Als die Koalitionstruppen das französische Korps bei Sézanne nicht mehr fanden, zogen sie in dessen weiterer Verfolgung ebenfalls nach Westen: Die russischen Korps Sacken und Kapzewitsch am südlichen Ufer des Grand Morin am selben Tage noch bis Esternay, die preußischen Korps Kleist und Yorck hingegen zogen noch über Sézanne hinaus nach Norden, umgingen die Quellen des Grand Morin und zogen an dessen Nordufer weiter.

### Samstag, der 26. Februar 1814
Am nächsten Tage, dem 26. Februar 1814, zogen die russischen Korps weiter nach La Ferté-Gaucher. Das Korps Marmont hatte den Ort aber bereits nach Norden verlassen und die Brücke über den Grand Morin in Brand gesteckt. Die Eintreffenden konnten die Nachhut der Franzosen noch in der Ferne abziehen sehen. Da die Russen an dieser Stelle nicht mehr über den Fluss setzen konnten, zogen sie am selben Tag noch weiter bis Coulommiers, wo die Brücke noch unversehrt war, und der Grand Morin überschritten werden konnte. Bei La Ferté-Gaucher blieb ein starker Kosaken-Pulk als Deckung stehen.
Die Preußen hingegen, die La Ferté-Gaucher bereits auf dem Nordufer des Flusses erreichten, konnten das Korps Marmont unmittelbar verfolgen und zogen wie dieses auf der Straße nach La Ferté-sous-Jouarre nach Norden. Das Gros erreichte an diesem Tag noch den Ort Rebais. Die Vorhut überschritt bei Saint-Quen-sur-Morin den Petit Morin und kam bis an La Ferté-sous-Jouarre heran, wo sie in ein kurzes Reitergefecht verwickelt wurde.
Den Tag nutzte aber auch der französische Marschall Mortier, der mit seinem Korps seit dem 12. Februar 1814 bei Château-Thierry am Nordufer der Marne stand. Von Marmont über die Situation informiert, ließ er sein Korps nördlich der Marne nach La Ferté-sous-Jouarre marschieren, überschritt dort die Marne und vereinte sein Korps mit dem Korps Marmont.

### Sonntag, der 27. Februar 1814
Als die Preußen am 27. Februar 1814 in La Ferté-sous-Jouarre einrückten, waren die Franzosen bereits abgezogen, die Marne-Brücke im Ort lag in Trümmern. Sehr früh am Morgen waren die französischen Korps bereits von La Ferté-sous-Jouarre aufgebrochen und auf der befestigten Straße direkt westwärts nach Meaux marschiert. Bei dem Dorf Trilport überschritten sie wieder die Marne, denn Meaux liegt am Nordufer des Flusses. Die von ihnen benutzte Brücke zerstörten sie hinter sich, wobei sie nacheilende preußische Reiterei mit Geschützfeuer auf Abstand hielten.
Die russischen Korps waren direkt nach Meaux marschiert und erreichten dort das Südufer der Marne. Sie fanden die alte steinerne Brücke unbeschädigt vor und die ersten Truppenteile der Vorhut begannen sofort über diese Brücke in die Stadt einzudringen. Als sie bemerkt wurden, stellte sich Marschall Marmont – wie er selbst berichtet – persönlich an die Spitze von 200 Marine-Kanonieren, die zur Verstärkung von der Küste gekommen waren, vertrieb die Russen wieder, verlegte den Zugang zur Brücke und sprengte diese. Den russischen Korps blieb keine andere Wahl, als am Südufer der Marne wieder nach Osten zu marschieren, um ebenfalls die Ponton-Brücken zu nutzen, die die Preußen bis zu ihrem Eintreffen errichtet hatten. An diesem Tage kamen sie noch bis Trilport.
Das erste Ergebnis des Tages war also, dass es den französischen Korps mit der Zerstörung aller Marne-Brücken gelungen war, der dreifachen Übermacht der „Schlesischen Armee“ zu entkommen.
Blücher besann sich nun auf das eigentliche Ziel seiner Bewegungen, die Vereinigung mit den beiden Korps der früheren Nordarmee. Er ordnete den sofortigen Übergang über die Marne nach Norden an. Dies war möglich, da die russischen Korps in der „Schlesischen Armee“ eine reichliche Zahl Leinen-Pontons in den Feldzug mitgebracht hatten. Ihre Zahl war so groß, dass bis 16:00 bei Ussy-sur-Marne westlich von La Ferté-sous-Jouarre auf halbem Wege bis Trilport zwei Ponton-Brücken über die Marne gebaut werden konnten, die hier bereits ein stattlicher Fluss ist. Als erstes ging das Korps Kleist über den Fluss, dann das russische Korps Sacken. Es folgte der Train des Korps Yorck, während das Gros des Korps Yorck am Abend noch südlich der Marne stand. Der Übergang dieser Truppenteile über den Fluss zog sich bis tief in die Nacht hin.
Die Vorhut des Korps Kleist erreichte an diesem Tage noch den nördlicher gelegenen Ort Lizy-sur-Ourcq und konnte dort die Brücke über den Ourcq nach einem kurzen Gefecht in Stand setzen. Das Gros des Korps Kleist legte noch den halben Weg bis zum Ourcq zurück.
An diesem Tag ereignete sich noch mehr: Napoleon selbst verließ mit einer starken Truppe von über 30.000 Mann die Gegend um Troyes an der Seine und begab sich auf die Verfolgung der „Schlesischen Armee“. Er erreichte die Aube und überschritt in Arcis-sur-Aube den Fluss, nachdem die Brücke dort wieder instand gesetzt worden war. An der Seine ließ er 40.000 Mann unter dem Oberbefehl des Marschall MacDonald zurück. Zu diesen gehörten die Korps Oudinot und Gérard. Ihre Aufgabe war es, ein weiteres Vorrücken der „Böhmischen Armee“ zu verhindern. Hierzu veranlasste Napoléon, dass geschickt das Gerücht ausgestreut wurde, an der Seine ständen noch 100.000 Mann der napoleonischen Armee unter seinem persönlichen Kommando.
Die Korps Mamont und Mortier wurden an diesem und den nächsten Tagen durch 6.500 Mann, 800 Pferde und 48 Geschütze – von Paris kommend – verstärkt. Die Pariser Nationalgarde erhielt den Auftrag, die Gegend um Lagny-sur-Marne zu überwachen und jeden Vorstoß der Koalitionstruppen dorthin sofort zu unterbinden, aber bereits in diesen Tagen gab es unter den Nationalgardisten offene Meuterei und solche, die den Kriegsdienst verweigerten.

### Der Lauf des Ourcq

Das Flusssystem von Champagne und Picardie

Der Fluss Ourcq erreicht die Marne von Norden kommend bei dem Ort Mary-sur-Marne etwas südlich von Lizy-sur-Ourcq, genau am nördlichsten Punkt der großen Marne-Schleife zwischen La Ferté-sous-Jouarre und Meaux. Folgt man dem Lauf der Marne weiter, so fließt von rechts, also von Westen kommend, der Bach Therouanne bei dem Dorf Le Gué à Tresmes in die Marne. Folgt man hingegen dem Ourcq nach Norden, so liegen alle größeren Orte am westlichen – also rechten – Ufer des Flusses. Diese sind von Süden nach Norden May-en-Multien, Neufchelles, Mareuil-sur-Qurcq. Am anderen Ufer liegt der Ort Crouy-sur-Ourcq, etwas nördlich von May, mit dem Château de Gesvres-le-Duc am Flussufer. Noch etwas weiter nördlich ändert sich die Richtung des Ourcq, er fließt dort von Osten nach Westen, so dass Ferté-Milon zwar am rechten Ufer, aber nördlich des Ourcq liegt. Weiter östlich liegt Neuilly-Saint-Front südlich des Flusses.
An vielen dieser Orte versuchte die „Schlesische Armee“, den Ourcq nach Westen zu überqueren, was ihr aufgrund der Beweglichkeit und Aggressivität der französischen Korps nicht gelang, so dass sie wegen der von Süden heranziehenden Napoleonischen Armee immer weiter nach Norden abrücken musste.

### Gefecht an der Therouanne (Gefecht bei Le Gué à Tresmes) am 28. Februar 1814
Am Morgen des 28. Februar gab Blücher in seinen Tagesbefehlen die Weisung aus, über Lizy-sur-Ourcq nach Meaux zu marschieren. Dazu kam es aber nicht. Als das Korps Kleist nach der Überquerung des Ourcq am Morgen der Marne südwärts folgend den Bach Therouanne erreichte, kam ihm aus dem Süden von Meaux die zahlenmäßig überlegene Masse der Korps Mortier und Marmont entgegen. Diese brachten sofort ihre Geschütze in Stellung und es begann ein heftiges Artilleriegefecht. Die Preußen setzten sich in dem Dorf Le Gué à Tresmes fest, wo sie von den französischen Truppen heftig attackiert wurden und deutliche Verluste erlitten. In der frühen Dämmerung ordnete Kleist den Rückzug seines Korps an. Zu diesem Zeitpunkt hatten die französischen Truppen aber bereits – dem rechten Ufer von Marne und Ourcq folgend – die linke Flanke der Preußen umgangen, den Ort Lizy-sur-Ourcq erreicht und besetzt. Damit war den preußischen Truppen der Rückzug über den Ourcq verwehrt und sie waren von den anderen Korps der „Schlesischen Armee“ abgeschnitten. In dieser Lage mussten sie sich, unter ständigen Angriffen der Franzosen, weit nach Norden bis Neufchelles zurückziehen, das sie erst um Mitternacht erreichten. Die französischen Truppen folgten bis May und besetzten bis dorthin lückenlos das rechte Ufer des Ourcq. Sie versetzten sich damit in die Lage, am nächsten Tage jeden Versuch der „Schlesischen Armee“, an diesem Teil des Flusslaufes überzusetzen, erfolgreich abzuwehren.
Der spätere preußische General Müffling, der sich in Blüchers Generalstab befand, nannte Marmonts taktische Leistung an diesem Tage, dessen beste während des ganzen Feldzuges.
Napoleon marschierte über La Fére-Champenoise nach Sézanne, seine Vorhut erreichte Esternay, wo sie von den Kosaken, die Blücher am Grand Morin zurückgelassen hatte, bemerkt wurde. Nun aber wurden Napoleons Truppen bei La Fére-Champenoise von einem 1000 Reiter starken Kosaken-Pulk angegriffen, dem einige Gefangene in die Hände fielen, die wichtige Informationen lieferten. Diese frei operierenden Kosaken standen unter dem Befehl des Generals Tettenborn und gehörten zum Korps Wintzingerode. Tettenborn sandte sofort Kuriere an Blücher und Wintzingerode mit der Nachricht, dass Napoleon persönlich im Marsch nach Norden sei. Die Stärke seiner Truppen schätze er korrekt auf 30.000 Mann.
Diese Nachricht erreichte Blücher noch am Abend des 28. Februar 1814. Er zog sofort die Konsequenzen und ordnete an, dass alle Kosaken, die noch im Süden standen, heranzurücken und noch in der Nacht zum 1. März 1814 mit allen restlichen Truppen der „Schlesischen Armee“ bei Ussy-sur-Marne den Fluss zu überschreiten hätten. Die Ponton-Brücken sollten bis Mittag des nächsten Tages eingezogen werden.
Von Tettenborns Kurier erfuhr Blücher auch, dass sich das Korps Wintzingerode in einer Stärke von 30.000 Mann bei Reims befand, und bald erreichte ihn auch Nachricht, die direkt von Wintzingerode kam.
An diesem Tage traf auch ein Kurier aus dem Hauptquartier der Koalitionstruppen ein, der die schriftlichen Ausfertigungen der Befehle der Monarchen Zar Alexander und König Friedrich Wilhelm III. brachte, in denen die Korps von Bülow und Wintzingerode dem Befehl Blüchers unterstellt wurden. Blücher sandte sofort einen seiner Adjutanten mit einem Pulk von 50 Kosaken, um Bülow im Norden zu suchen und ihm die ihn betreffenden Befehle zu überbringen.

### Dienstag, der 1. März 1814

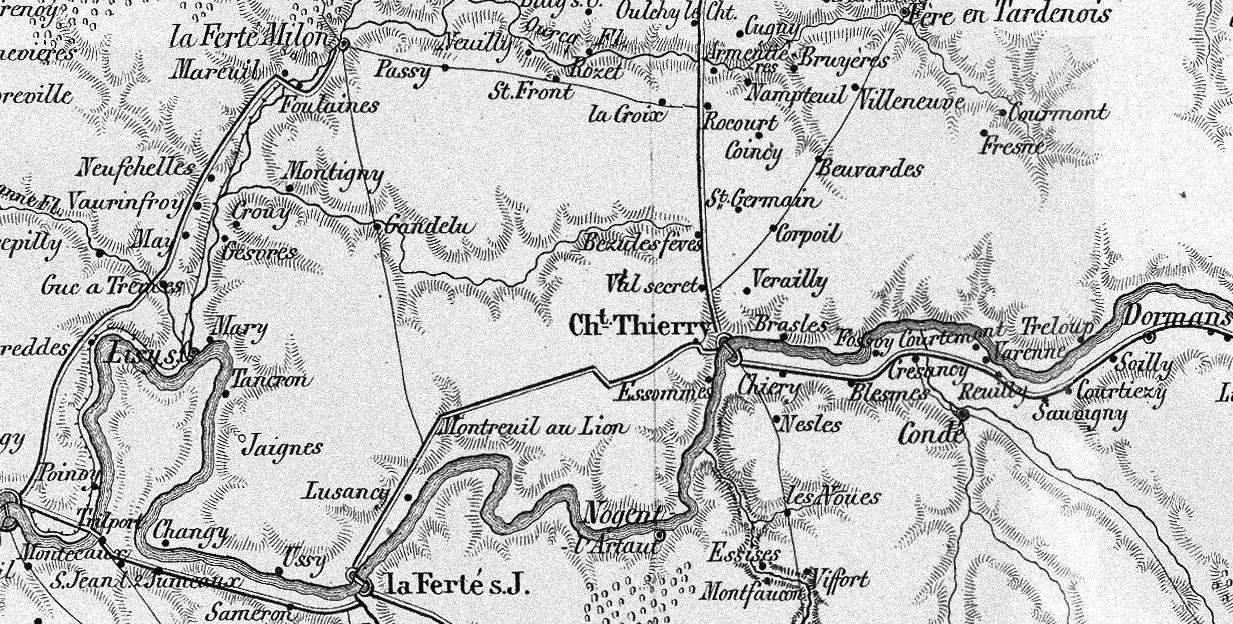
Der Lauf der Ourcq

Am 1. März 1814 versuchte Blücher mit seinen Truppen, den Übergang über den Ourcq zu erzwingen, um den Weg nach Paris frei zu machen. Dies konnte aber nicht gelingen, solange die Brücken zerstört waren und französische Truppen, insbesondere deren Artillerie, das jenseitige Ufer beherrschten, denn unter deren Feuer war es unmöglich, eine Brücke wiederherzustellen oder die empfindlichen Leinen-Pontons einzusetzen. Die Franzosen hatte alle Brücken zerstört und waren überall zur Stelle, wo Preußen oder Russen einen Übergang versuchten.
Auch bei Lizy-sur-Ourcq war die Brücke zerstört und eine Instandsetzung unter feindlichem Feuer unmöglich, dennoch blieb das Korps Sacken zunächst dort stehen, die Korps Kapzewitsch und Yorck zogen weiter bis Crouy-sur-Ourcq, wo die Brücke ebenfalls zerstört war und an diesem Tage nicht wieder aufgebaut werden konnte. An diesem Tage setzte Tauwetter ein und es begann, anhaltend in Strömen zu regnen. Der Boden weichte auf und die Wegeverhältnisse verschlechterten sich sehr.
Am Abend schloss das Korps Sacken nach Crouy-sur-Ourcq auf, von den Männern des Korps Yorck wurde aber verlangt, noch in der Nacht über aufgeweichte Wege bei Dauerregen bis auf die Höhe von Mareuil-sur-Qurcq vorzurücken. Als das Korps tief in der Nacht dort eintraf, fand sie die Brücke über den Ourcq unzerstört vor, denn das Korps Kleist stand am Westufer noch südlich von Mareuil-sur-Qurcq und die Franzosen waren daher noch nicht bis dorthin gekommen. Noch in der Nacht konnte eine Division des Yorckschen Korps über den Fluss setzen.
Napoleons Truppen erreichten an diesem Tage bei Ferté-sous-Jouarre die Marne, er selbst traf dort am Abend ein. Die Nachhut der „Schlesischen Armee“, die noch bei Ussy-sur-Marne am Nordufer stand, wurde von den Franzosen sofort über den Fluss hinweg unter heftiges Artilleriefeuer genommen, das noch bis zur Dämmerung anhielt. Napoleon fand alle Brücken zerstört – auf Befehl seiner eigenen Marschalle, wenige Tage zuvor.

### Gefecht bei May-en-Multien am 2. März 1814
Am 2. März 1814 befahl Blücher einen weiteren Versuch, gegen die französischen Korps westlich des Ourcq vorzugehen. Wegen der schlechten Wegverhältnisse aufgrund des anhaltenden Regens erreichten die Kuriere mit den Befehlen erst spät die verschiedenen Korps. Das Korps Kleist bei Neufchelles westlich des Ourcq rückte als Folge erst um 13:00 Uhr nach Süden auf den Ort May-en-Multien vor. Dort standen die Franzosen mit etwa 6.000 Mann und 300 Reitern und es begannen sofort heftige Kampfhandlungen, die als Gefecht bei May bezeichnet werden. Aufgrund des annähernden Gleichgewichts der Kräfte zog sich das Gefecht über mehrere Stunden hin, und beide Seiten erlitten einige Verluste. Die Franzosen behaupteten, allein 300 Gefangene gemacht zu haben.
Zur gleichen Zeit versuchte das russische Korps Kapzewitsch wenig weiter östlich bei Crouy-sur-Ourcq über die beschädigte Brücke nach May-en-Multien überzusetzen. Dieser Versuch misslang im Abwehrfeuer der Franzosen.
Während des ganzen Tages warteten Blücher und sein Generalstab auf Nachricht aus dem Süden, die ihnen Aufschluss darüber gab, wo Napoleon mit seinen Truppen die Marne überschreiten würde. Ihre Überlegungen waren folgende: Würde Napoleon bei Meaux über die Marne setzen, so plante er, sich zuerst westlich des Ourcq mit den Korps von Marmont und Mortier zu vereinen und dann gegen die „Schlesische Armee“ zu ziehen. In diesem Falle stand die „Schlesische Armee“ richtig und konnte am Ort auf den Zuzug der erwarteten Verstärkung warten. Würde Napoleon aber östlich des Marnebogens bei Ferté-sous-Jouarre über den Fluss gehen, so konnte er sich zwischen die „Schlesische Armee“ und die Korps von Bülow und Wintzingerode schieben und deren Zusammenschluss verhindern. In diesem Falle musste sich die „Schlesische Armee“ sofort nach Nordosten absetzen, um Napoleon zuvorzukommen. Erschwerend kam hinzu, dass Blücher die Stärke der Truppen, die Napoleon anführte, nicht kannte und dazu neigte, sie zu überschätzen.

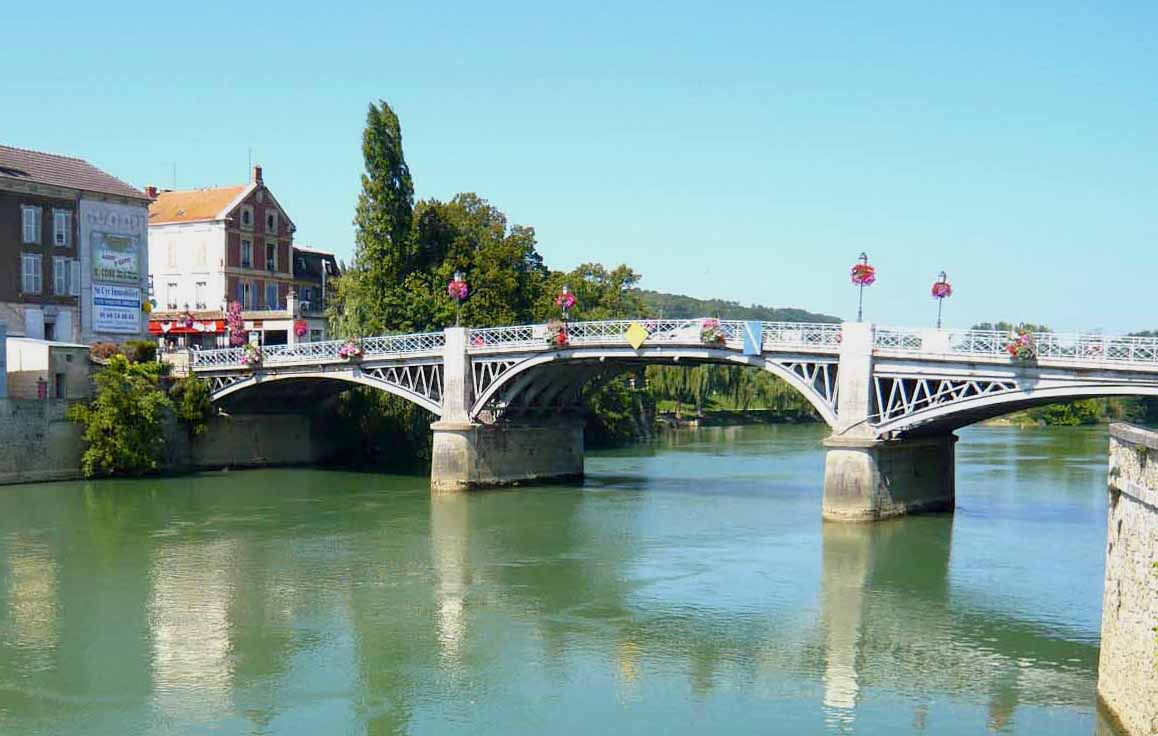
Die Marnebrücke in Ferté-sous-Jouarre heute

Während des Nachmittags traf die erwartete Nachricht ein: Napoleon – dem keine Pontons zur Verfügung standen – hatte bis 16:00 Uhr die Brücke in Ferté-sous-Jouarre wiederherstellen lassen und begonnen, mit seinen Truppen dort die Marne zu überschreiten. Nur das Korps Victor war schon früher abgezweigt und überschritt die Marne noch weiter östlich in Château-Thierry. Es war schon fast Morgen, bis alle Franzosen über den Fluss waren.
Blücher reagierte sofort und entschied, dass sich die „Schlesische Armee“ bei Oulchy-le-Château auf halbem Wege an der Straße von Château-Thierry nach Soissons zu sammeln hätte, um den napoleonischen Truppen dort den Weg zu verlegen. In diesem Sinne sandte er neue Befehle aus: Das kleistsche Korps zog sich ab 17:00 Uhr – ständig von den Franzosen verfolgt – nach Mareuil-sur-Qurcq zurück, um dort auf die andere, östliche Seite des Ourcq zu wechseln. Die Brücke war jedoch nicht frei, sondern andere Truppenteile belegten sie und den ganzen Ort Mareuil-sur-Qurcq. Das Korps Kleist musste zunächst auf dem rechten Ufer des Ourcq verharren und dies gab den Franzosen Gelegenheit aufzurücken; die Kampfhandlungen hoben wieder an. Die letzten Bataillone des Korps Kleist mussten als Deckung bis 3:00 Uhr morgens in Mareuil-sur-Qurcq bleiben, bis sie weiterziehen konnten. Die Franzosen folgten ihnen, überschritten den Fluss, kamen in dieser Nacht noch bis Ferté-Milon und erreichten am nächsten Tage Neuilly-Saint-Front, wo sie wieder auf dieselben preußischen Truppen vom Vortage trafen und ihnen das nächste Gefecht lieferten.
Die Korps Kleist und Kapzewitsch erreichten noch spät in der Nacht die Gegend von La Ferté-Milon. Die Korps Yorck und Sacken aber marschierten noch länger durch die Nacht und erreichten um Mitternacht Oulchy-la-Ville, 23 km südlich von Soissons. Der Zustand der Koalitionstruppen nach diesen Märschen im Dauerregen ohne Schutz und ohne eine Möglichkeit, sich zu trocknen und zu wärmen, war schlecht: Drei Tage in Folge waren keine Lebensmittel an die Truppen ausgegeben worden, was dazu führte, dass sich die Männer zum Leidwesen der Landbevölkerung durch Plünderung der Dörfer selbst versorgten. Ebenso fehlte es an Brennmaterial: Wo immer entlang des Marschweges ein Holzhaus zu sehen war, war es auch in wenigen Minuten abgerissen und zerlegt, das wertvolle Holz als Brennmaterial mitgenommen oder gleich verfeuert. Ganze Dörfer verschwanden über Nacht und so verbreiteten die Koalitionstruppen Hass und Schrecken unter der französischen Landbevölkerung.
Blücher sandte in Vorbereitung der erwarteten Schlacht Kuriere an Bülow und Wintzingerode; fragte den ersten nach seiner genauen Stellung und fragte an, wo es eine Rückzugsmöglichkeit über die Aisne gäbe, und forderte den zweiten auf, mit seinem Korps nach Oulchy-le-Château zu kommen. Später noch am selben Tage traf aber auch Nachricht von beiden Korps ein, die eine Überraschung für Blücher und seinen Generalstab enthielten: Wintzingerodes Korps war von Reims entgegen Blüchers Plänen nach Nord-Westen auf Soissons gezogen, war dort mit Bülows Korps zusammengetroffen und beide belagerten die Stadt. Damit waren Blüchers Pläne für eine Schlacht bei Oulchy-le-Château hinfällig geworden, da die erwartete Verstärkung ihn nicht mehr erreichen konnte, und er ordnete für den nächsten Tag den Marsch nach Norden auf Soissons an.
Blüchers Generäle waren unzufrieden mit ihm und seinem Generalstab, insbesondere Yorck gab seinem heftigen Zorn Ausdruck und warf ihnen Planlosigkeit vor.

## Belagerung von Soissons

### Festung Soissons
Soissons war seit vielen Jahren eine befestigte Stadt, umgeben von einem breiten Wassergraben, mauerbewehrten Wällen und Geschütztürmen in den Befestigungen. Allerdings waren die Befestigungsanlagen zuletzt vernachlässigt worden, der Wassergraben war an einigen Stellen zugeschüttet worden, um Gärten anzulegen und neue Häuser waren im Schussfeld der Geschütze gebaut worden. Mitte Januar 1814 hatte man begonnen, die Befestigungen wieder in Stand zu setzen, als die Stadt unerwartet am 14. Februar 1814 von einem Kontingent russischer Truppen des Korps Wintzingerode unter dem Befehl von General Tschernyschow im Handstreich erobert wurde. Zwar lag in der Stadt eine Besatzung von 4.000 Nationalgardisten, aber als deren Kommandant fiel, verbreitete sich Panik unter ihnen und sie zogen in Eile nach Compiègne ab, soweit sie nicht in Gefangenschaft gerieten. Seit dem 13. Februar 1814, dem Tage nach der Schlacht von Château-Thierry bewegte sich aber das französische Korps Mortier nördlich der Marne. Der Respekt der Russen vor diesem Korps war so groß, dass sie am 16. Februar 1814 die Stadt wieder verließen und diese am 19. Februar 1814 kampflos von Mortiers Truppen besetzt werden konnte. Aber auch diese verließen die Stadt am 22. Februar 1814 wieder.
Das Pariser Kriegsministerium sandte nun einen Genieoffizier nach Soissons, der Maßnahmen zur Verbesserung der Festung auszuarbeiten hatte, was er auch akkurat tat. Darüber hinaus wurde der Brigadegeneral Moreau (nicht zu verwechseln mit dem berühmten, damals bereits verstorbenen Jean-Victor-Marie Moreau) zum neuen Kommandanten der Besatzung bestimmt.

### Besatzung von Soissons
Brigadegeneral Jean Claude Moreau unterstanden in Soissons 80 Mann regulärer Truppen, 140 Artilleristen und ein Kontingent von 700 polnischen Veteranen, die sich in den wenigen Stunden, in denen sie sich auszeichnen durften, sehr bewährten. 20 Kanonen überwiegend kleinen Kalibers standen zur Verfügung und enorme Mengen an Munition. Hinzu kamen noch 300 Mann einer Bürgerwehr, insgesamt höchstens 1.220 Mann.
Moreau machte sich daran, die Befestigungen zu verbessern, ließ Gräben ausheben und Palisaden errichten und einige Häuser einreißen. Allerdings versäumte er, die Sprengung der Brücke über die Aisne vorzubereiten, weil ihm das Pulver hierzu fehlte und auch nicht mehr geliefert wurde.

### Belagerer von Soissons

#### Korps Bülow
Das Korps Bülow gehörte im Jahre 1813 zur „Nordarmee“ der Koalition unter der Führung des schwedischen Kronprinzen. Als dieser gegen Ende des Jahres 1813 in Dänemark einfiel, wurde das Korps Bülow aus seiner Armee herausgelöst und erhielt vom preußischen König den Auftrag, die französischen Truppen aus Holland zu vertreiben. Am 2. Dezember 1813 stand das Gros des Korps bei Utrecht und drängte, von dort nach Süden vorgehend, alle französischen Feldtruppen aus dem Land. Am 3. Februar 1814 erreichte das Korps Brüssel, von wo es in Nordfrankreich eindrang und am 24. Februar 1814 Laon in der Picardie erreichte.

#### Das Korps Wintzingerode
Das Korps Wintzingerode gehörte im Jahre 1813 ebenfalls zur Nordarmee und stand bei der Eröffnung des Feldzuges gegen Dänemark als Reserve bei Bremen. Am 9. Dezember 1813 erhielt das Korps den Auftrag, in das zu dieser Zeit noch von französischen Truppen besetzte Rheinland zu ziehen. Am 6. Januar 1814 erreichte das Korps bei Düsseldorf den Rhein, setzte am 13. Januar 1814 auf die linke, westliche Rheinseite über und besetzte am 15. Januar 1814 Köln. Die französischen Feldtruppen zogen sich jedoch auf Befehl Napoleons, ohne Widerstand zu leisten, aus dem Rheinland zurück, wobei einige befestigte Städte besetzt blieben. Am 24. Januar 1814 stand das Korps Wintzingerode in Aachen, am 29. Januar 1814 in Lüttich. Am 13. Februar 1814 – also 10 Tage vor dem Korps Bülow – traf es in Laon ein, wechselte aber bald darauf nach Reims mit dem Plan, wenn möglich über Châlons-en-Champagne Anschluss an die „Schlesische Armee“ zu finden.

### Beginn der Belagerung am 2. März 1814

Karte der Region von Soissons an der Aisne

Um 9:00 Uhr morgens am 2. März 1814 wurden von Soissons aus fast gleichzeitig zwei Heersäulen bemerkt, die sich auf die Stadt zubewegten: von Norden auf der Straße von Laon das preußische Korps Bülow, von Südosten, südlich der Aisne auf der Straße von Reims das russische Korps Wintzingerode. Wenig später standen knapp 47.000 Mann mit 40 Kanonen vor den Toren der Stadt, die von etwa 1.200 Mann verteidigt wurde. Um 10:30 Uhr fiel der erste Kanonenschuss von den Wällen der Stadt und schlug in eine Gruppe berittener russischer Offiziere ein, die sich zu kühn genähert hatten. Bald war ein heftiges Artillerie-Duell im Gange, das bis 22:00 Uhr anhielt. Hierbei bewährten sich die Wälle um die Stadt bestens, da der Boden tief gefroren war, hinterließ der Beschuss durch die Koalitionstruppen kaum Spuren. Um 15:00 Uhr griffen die Russen die Wälle der Stadt mit einer Abteilung Infanterie an, doch den 300 polnischen Veteranen gelang es, diese mit dem Bajonett wieder und wieder zu vertreiben. Am Abend zählte man unter den Besatzern von Soissons 23 Tote und 123 Verwundete, darunter den Kommandanten der Polen, der aber mit dem Arm in einer Schlinge weiter seinen Dienst tat. Einige Geschütze waren unbrauchbar geworden.
Ebenfalls am Abend erschien vor dem Tor der Stadt zur Straße nach Laon hin ein Unterhändler des Generals Bülow. Moreau ließ den Unterhändler abweisen mit der Begründung, diesem fehle es an jeglicher Legitimation. Eine Stunde später war derselbe wieder da und konnte Moreau einen persönlichen Brief von Bülow überreichen, in dem dieser den Unterhändler legitimierte, die Stärke der Belagerer schilderte und eindringlich auf das Schicksal der Stadt im Falle eines Sturms der Koalitionstruppen hinwies. Moreau reflektierte wohl darüber, wie lange sich seine Männer mit den verbliebenen Kanonen noch halten konnten bei einem Sturm einer 50-fachen Übermacht auf die Wälle der Stadt, denn er zögerte mit einer ernsthaften Antwort. Da bot ihm der Unterhändler im Falle einer Kapitulation freien Abzug unter Waffen und ohne Auflagen an. Moreau bat darauf um eine Frist von einigen Stunden, um sich mit seinen Offizieren zu beraten. Um 3:00 Uhr am Morgen des 3. März 1814 traf sich Moreau mit seinen Offizieren, die bis auf eine Ausnahme dafür sprachen, den Kampf um die Stadt fortzuführen.

### Kapitulation der Besatzung am 3. März 1814
Kurz darauf meldete man bei Moreau einen weiteren Unterhändler, diesmal von General Wintzingerode gesandt. Dieser übergab einen ähnlichen Brief seines Generals an Moreau und warnte diesen eindringlich vor den Folgen für die Stadt, ihre Besatzung und ihre Bürger, sollte der Beschuss am Morgen wieder aufgenommen werden. Moreau war nun zu einer Übergabe der Stadt unter den bereits besprochenen sehr ehrenvollen Bedingungen bereit, verlangte aber noch die Erlaubnis, sechs Kanonen mit sich führen zu dürfen, was ihm Wintzingerode zunächst abschlug. Gegen 9:00 Uhr, als man aus Südwesten Kanonendonner hörte, gaben die Russen nach und Moreau unterzeichnete die Kapitulationsurkunde. Um 16:00 Uhr verließ er mit seinen Männern und sechs Kanonen die Stadt auf der Straße nach Compiègne.

### Kriegsgerichtsverfahren gegen die Besatzung
Als Napoleon am 5. März 1814 von der Übergabe Soissons erfuhr, ordnete er sofort an, Moreau und seine Offiziere zu verhaften, ihn selbst binnen 24 Stunden zu erschießen und die Gründe und Umstände dieser Hinrichtung unverzüglich öffentlich bekannt zu machen, um ein Exempel zu statuieren. Ein strenges Reglement für Festungskommandanten, das Napoleon 1812 noch vor dem Russland-Feldzug erlassen und gegen das Moreau offensichtlich verstoßen hatte, indem er seine Festung aufgab, berechtigte Napoleon seiner Meinung nach dazu. Moreau und seine Offiziere wurden alsbald arrestiert. Die Offiziere ließ man schnell wieder laufen, aber Moreau wurde in Paris vor ein Tribunal gestellt, wo er sich mit rationalen Argumenten zu verteidigen suchte: Angesichts der großen Übermacht meinte er dem Kaiser den besten Dienst zu erweisen, wenn er ihm seine verbliebenen Männer kampfesfähig zur Unterstützung zuführte. Daher habe er ja auch darauf bestanden, 6 Kanonen mitzunehmen. Das Tribunal fällte kein Urteil, sondern empfahl am 24. März 1814 schriftlich die Eröffnung eines Kriegsgerichtsverfahrens. Dazu kam es nicht mehr. Nach dem Ende der Napoleonischen Herrschaft wurde Moreau aus dem Gefängnis entlassen, diente sich den Bourbonen an, wurde wieder in Dienst gestellt und starb 1828 im Ruhestand.

### Übergang der „Schlesischen Armee“ über die Aisne am 3. und 4. März 1814

#### Gefecht bei Neuilly am 3. März 1814

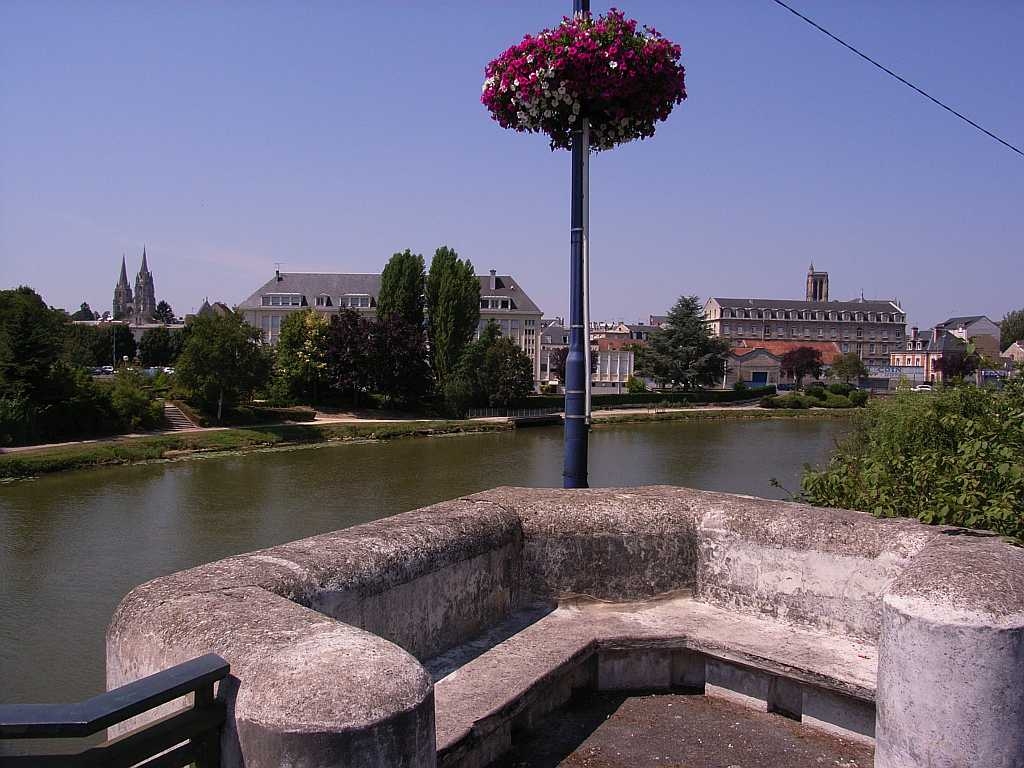
Die Aisne in Soissons

Am 3. März 1814 um 6:00 Uhr morgens sandte Blücher Befehle an seine Truppen, auf der Straße nach Soissons bis Buzancy zu marschieren und dort weitere Befehle abzuwarten. Die offensichtliche Erschöpfung der Truppen erlaubte aber erst deren Abmarsch ab 15:00 Uhr am Nachmittag. Die Korps Kleist und Kapzewitch mussten bis dahin noch von La Ferté-Milon nach Oulchy vorrücken und hierzu noch einmal den Ourcq bei Neuilly-Saint-Front von Süden nach Norden überschreiten. Diese Gelegenheit nutzten die französischen Marschalle Mamont und Mortier, um die Nachhut der beiden Korps mit ihrer Artillerie anzugreifen. Diese hielt stand, musste aber einige Verluste hinnehmen und das Gefecht zog sich bis in den Nachmittag hin. Dann konnten auch die letzten Kontingente der Koalitionstruppen über den Ourcq abziehen.

#### Brücken über die Aisne
Noch am Morgen um 7:00 Uhr erhielt Blücher eine weitere Nachricht von Wintzingerode. Spätestens jetzt erfuhr er, dass das Korps Bülow bei dem Ort Vailly-sur-Aisne östlich von Soissons eine Ponton-Brücke über die Aisne errichtet hatte. Hierzu dienten ihm Pontons, die ihm bei der Eroberung der Festung La Fère in die Hände gefallen waren, und von denen es noch weitere zur Verfügung hatte. Blücher begab sich nun persönlich nach Buzancy, knapp südlich von Soissons, um dort zu erfahren, dass das Korps Bülow bereits zu Mittagsstunde, als die Kapitulation feststand, unter den Geschützen der Stadt begonnen hatte, eine weitere Pontonbrücke zu errichten, die in der folgenden Nacht fertig wurde. In derselben Nacht wurde eine weitere Pontonbrücke neben der ersten errichtet, so dass der „Schlesischen Armee“ am Morgen des 4. März 1814 vier Brücken zum Zug über die Aisne zur Verfügung standen.
Noch am späten Nachmittag überschritten die ersten Koalitionstruppen die Brücke in Soissons. Am folgenden Tag und in der Nacht vom 4. März 1814 auf dem 5. März 1814 wurden alle vier Übergänge zugleich genutzt. Insgesamt zogen mehr als 90.000 Mann über den Fluss. Zunächst überquerte das Korps Wintzingerode die Aisne, dann die Korps Sacken und Yorck, zuletzt die Korps von Kapzewitch und Kleist. In der zweiten Nacht traf Langeron in Soissons ein und übernahm wieder das Kommando seines Korps von Kapzewitsch.

### Napoleons Marsch nach Norden
Napoleons Armee konnte erst im Laufe des 3. März 1814 von Château-Thierry aufbrechen und ihre Vorhut erreichte an diesem Tage noch Rocourt-Saint-Martin, 30 km südlich von Soissons, wo die Straße nach Fismes von der nach Soissons abzweigt.
Am nächsten Tage, dem 4. März 1814, erreichten seine Truppen Fismes an der Straße von Reims nach Soissons. In dieser Position hätte er die Vereinigung des Korps Wintzingerode mit der „Schlesischen Armee“ Blüchers verhindern können, aber er kam zu spät. In der folgenden Nacht vertrieben die Franzosen die letzten Russen aus Reims und besetzten die Stadt.
Noch bevor der Weg über Soissons frei war, hatte Blücher das Gepäck seiner Korps über Fismes nach Berry-au-Bac gesandt. Die Wagen der preußischen Korps kamen durch, die der russischen Korps waren zu langsam und fielen den Franzosen in Fismes in die Hände.
Die Korps von Marmont und Mortier wollten auch am 4. März 1814 die „Schlesische Armee“ weiter verfolgen und kamen bis Hartennes-et-Taux nördlich von Oulchy-le-Château, wo sie erfuhren, dass Soissons gefallen sei und die Verfolgten bereits über die Aisne zögen. Marmont sandte hierüber einen Bericht an Napoleon, aus dem dieser in der Nacht auf den 5. März 1814 von der Übergabe Soissons erfuhr.

## Folgen
In den ersten zwei Tagen nach dem Übergang über die Aisne verfiel die „Schlesische Armee“ in eine eigenartige Unbeweglichkeit. Als Blücher und sein Generalstab endlich erkannten, dass Napoleon ihnen nicht direkt gefolgt, sondern über Fismes nach Berry-au-Bac gezogen war und dort die Aisne überschritten hatte, hatte Napoleon auch schon alle vorteilhaften Stellungen am Nordufer der Aisne besetzt und konnte die „Schlesische Armee“ am 7. März 1814 angreifen und ihr die blutigste Schlacht des ganzen Feldzuges liefern.

## Die wichtigsten Personen des Geschehens
- der französische Kaiser Napoleon Bonaparte
- der preußische Marschall Gebhard Leberecht von Blücher
- der preußische General Friedrich Wilhelm Bülow von Dennewitz
- der General in russischen Diensten Ferdinand von Wintzingerode
- der preußische General Ludwig Yorck von Wartenburg
- der preußische General Friedrich von Kleist
- der General in russischen Diensten Fabian Gottlieb von der Osten-Sacken
- der französische Marschall Auguste Frédéric Louis Viesse de Marmont
- der französische Marschall Édouard Adolphe Mortier

## Koordinaten der wichtigsten Orte des Geschehens
- Mery-sur-Seine: 48° 30′ N, 3° 53′ O
- Anglure-sur-Aube: 48° 34′ 55,6″ N, 3° 48′ 29,3″ O
- Sézanne: 48° 43′ 38,9″ N, 3° 43′ 13,3″ O
- Montmirail: 48° 52′ 12,7″ N, 3° 32′ 17,5″ O
- Esternay: 48° 43′ 54,7″ N, 3° 33′ 29,5″ O
- La Ferté-Gaucher: 48° 46′ 46,5″ N, 3° 18′ 14,4″ O
- Coulommieres-sur-Grand Morin: 48° 48′ 38,7″ N, 3° 4′ 58,7″ O
- Meaux: 48° 57′ N, 2° 53′ O
- Trilport: 48° 57′ N, 2° 57′ O
- Château-Thierry: 49° 2′ N, 3° 24′ O
- Ferté-sous-Jouarre: 48° 57′ N, 3° 7′ O
- Ussy-sur-Marne: 48° 57′ 7,8″ N, 3° 4′ 24,3″ O
- Lizy-sur-Ourcq: 49° 1′ N, 3° 1′ O
- Le Gué à Tresmes: 49° 1′ 14,8″ N, 2° 57′ 47,6″ O
- Crouy-sur-Ourcq: 49° 5′ N, 3° 4′ O
- May-en-Multien: 49° 4′ N, 3° 2′ O
- Mareuil-sur-Qurcq: 49° 8′ N, 3° 5′ O
- La Ferté-Milon: 49° 11′ N, 3° 8′ O
- Neuilly-Saint-Front: 49° 10′ N, 3° 16′ O
- Oulchy-le-Château: 49° 12′ N, 3° 22′ O
- Soissons: 49° 23′ N, 3° 20′ O
- Vailly-sur-Aisne: 49° 24′ N, 3° 31′ O
- Fismes: 49° 18′ N, 3° 41′ O
- Berry-au-Bac: 49° 24′ N, 3° 54′ O

## Koordinaten der wichtigsten Flüsse
- Aisne, mündet in Compiégne von links in die Oise: 49° 26′ 2,7″ N, 2° 50′ 54,8″ O
- Ailette, mündet von links in die Oise: 49° 34′ 37,2″ N, 3° 9′ 42″ O
- Oise, mündet bei Paris von rechts in die Seine: 48° 59′ 9,1″ N, 2° 4′ 19,6″ O
- Grand Morin, mündet von links in die Marne. 48° 53′ 47,6″ N, 2° 46′ 7,4″ O
- Petit Morin, mündet bei Ferté-sous-Jouarre von links in die Marne: 48° 56′ 37,5″ N, 3° 7′ 18,3″ O
- Aube, mündet von rechts in die Seine: 48° 33′ 26,3″ N, 3° 43′ 0,5″ O
- Yonne, mündet von links in die Seine: 48° 23′ 15,8″ N, 2° 57′ 32,8″ O
- Marne, mündet vor Paris von rechts in die Seine: 48° 48′ 56,5″ N, 2° 24′ 38,9″ O